# Nowergup
Nowergup är en del av en befolkad plats i Australien. Den ligger i kommunen Wanneroo och delstaten Western Australia, omkring 36 kilometer norr om delstatshuvudstaden Perth. Antalet invånare är 212.
Runt Nowergup är det ganska glesbefolkat, med 34 invånare per kvadratkilometer.. Närmaste större samhälle är Wanneroo, omkring 13 kilometer söder om Nowergup. 
I omgivningarna runt Nowergup växer huvudsakligen savannskog. Genomsnittlig årsnederbörd är 820 millimeter. Den regnigaste månaden är juli, med i genomsnitt 142 mm nederbörd, och den torraste är januari, med 11 mm nederbörd.